# Gayennoides molles
Gayennoides molles là một loài nhện trong họ Anyphaenidae.
Loài này thuộc chi Gayennoides. Gayennoides molles được miêu tả năm 2003 * bởi M. J. Ramírez.